# Отвињ
Отвињ (фр. Hautesvignes) насеље је и општина у југозападној Француској у региону Аквитанија, у департману Лот и Гарона која припада префектури Марманд.
По подацима из 2011. године у општини је живело 160 становника, а густина насељености је износила 18,08 становника/km². Општина се простире на површини од 8,85 km². Налази се на средњој надморској висини од 145 метара (максималној 142 m, а минималној 48 m).

## Демографија
| 1962. | 1968. | 1975. | 1982. | 1990. | 1999. | 2011. |
| ----- | ----- | ----- | ----- | ----- | ----- | ----- |
| 89    | 127   | 101   | 119   | 132   | 141   | 160   |

График промене броја становника у току последњих година